# Stechende Binse
Die Stechende Binse (Juncus acutus) ist eine halophytische Pflanzenart aus der Familie der Binsengewächse (Juncaceae).

## Beschreibung
Die Stechende Binse ist eine ausdauernde Pflanze, die Wuchshöhen von 30 bis 150 cm erreicht. Die Pflanze bildet große, dichte Horste mit steifen und stechenden, stielrunden Blättern. Die blühenden Triebe sind 2 bis 4 mm dick und werden häufig vom untersten, stark stechenden, stängelartigen Tragblatt überragt.
Der vielblütige Blütenstand ist meistens dicht und kugelig. Die 6 Blütenhüllblätter, mit breitem, häutigem Rand, sind etwa gleich lang. Die drei inneren Blütenhüllblätter sind breiter und haben an der Spitze ein häutiges Öhrchen. Blütezeit ist von April bis Juli. Die eiförmige Kapsel ist mit 4 bis 6 mm Größe etwa doppelt so lang die die Blütenhülle. Die Kapsel ist kurz bespitzt.
Die Chromosomenzahl beträgt 2n = 48.

## Vorkommen
Die Stechende Binse ist an den Küsten des gesamten Mittelmeerraums, des Atlantiks (nördlich bis Irland), des Schwarzen und Kaspischen Meeres sowie der Kanarischen Inseln verbreitet. Darüber hinaus findet sie sich in den Tropen und Subtropen der ganzen Welt.
Als Standort werden Sandstrände und Salzsümpfe bevorzugt. Seltener findet sich die Stechende Binse im Binnenland.

## Systematik
Man kann zwei Unterarten unterscheiden:
- Juncus acutus subsp. acutus: Sie kommt in den Tropen und Subtropen vor.[2]
- Juncus acutus subsp. leopoldii (Parl.) Snogerup: Sie kommt im westlichen Mittelmeergebiet, in Makaronesien, im südlichen Afrika, von den südlichen Vereinigten Staaten bis ins nördliche Mexiko, vom südlichen Brasilien bis in die gemäßigten Zonen Südamerikas, auf den Bermudas und auf Ascension vor.[2]